# Cassiopeia A
Cassiopeia A (Cas A) è un resto di supernova appartenente alla costellazione di Cassiopea ed è la più brillante radiosorgente extrasolare del cielo a frequenze superiori a 1 GHz. Nel 1980 Cassiopeia A aveva una densità di flusso di 2720±50 Jy alla frequenza di 1 GHz, ma da allora questo valore è declinato al ritmo di 0,97±0,04 % all'anno. Nonostante sia molto brillante nelle onde radio, questo resto di supernova è estremamente debole nel visibile, tanto che appare solo nelle fotografie a lunga esposizione. La radiosorgente, identificata nel 1947, è stata una delle prime radiosorgenti discrete ad essere individuata; la controparte ottica è stata invece scoperta nel 1950.
La supernova che ha originato Cas A è esplosa circa 11000 anni fa. Il materiale in espansione appare coprire dalla prospettiva della Terra circa 10 anni luce. Si pensa che la luce dell'esplosione abbia raggiunto la Terra approssimativamente 300 anni fa, ma non ci sono notizie storiche di un avvistamento di supernova risalenti a quel periodo, probabilmente perché la polvere interstellare ha assorbito buona parte della radiazione visibile prima che raggiungesse la Terra. Un'altra possibile spiegazione è che la stella progenitrice avesse espulso molti dei suoi strati superficiali prima di esplodere e che tali strati abbiano nascosto l'esplosione assorbendo molta della luce emessa durante il collasso. È tuttavia possibile che la stella di sesta magnitudine 3 Cassiopeiae, catalogata da John Flamsteed il 16 agosto 1680, fosse in realtà Cas A. Secondo un altro suggerimento Cas A sarebbe la mitica "stella di mezzogiorno", osservata nel 1630, che avrebbe annunciato la nascita di Carlo II d'Inghilterra, il futuro monarca di Gran Bretagna. In ogni caso, da allora nessuna supernova appartenente alla Via Lattea è stata visibile a occhio nudo dalla Terra.

## Espansione

Cassiopeia A osservata dal telescopio spaziale Hubble.

Il guscio di gas in espansione ha una temperatura di 30 milioni di K e una velocità di 4000−6000 km/s. Le osservazioni effettuate tramite il telescopio spaziale Hubble hanno permesso di appurare che, contrariamente a quanto si credeva in precedenza, l'espansione non sta avvenendo in modo uniforme perché ci sono degli inviluppi di gas isolati che si stanno muovendo con velocità trasversali di 5.500-14.500 km/s; le velocità più alte corrispondono a due getti che si stanno muovendo in direzioni quasi opposte. Inoltre si è scoperto che materiali aventi composizioni chimiche simili tendono spesso a rimanere insieme durante la fase di espansione.

## Osservazioni dell'eco della supernova
Osservazioni effettuate tramite il telescopio spaziale Spitzer hanno permesso di osservare alle lunghezze d'onda dell'infrarosso l'eco luminosa della supernova, riflessa dai gas circostanti. Lo spettro osservato della eco ha dimostrato che la supernova era di Tipo IIb: essa si è prodotta in seguito al collasso di una stella massiccia, probabilmente una supergigante rossa con un nucleo di elio che aveva perso quasi tutto il suo inviluppo di idrogeno. Si è trattata della prima osservazione di una eco infrarossa di una supernova che non era mai stata osservata direttamente; osservazioni di questo tipo aprono la possibilità di studiare e ricostruire eventi astronomici passati.

## Fonte di raggi X
Benché Cas X-1 (or Cas XR-1), la prima fonte di raggi X scoperta nella costellazione di Cassiopea, non sia stata chiaramente rivelata durante il lancio del razzo-sonda Aerobee del 16 giugno 1964, fu ugualmente considerata una possibile fonte. Cas A fu scansionata durante un altro lancio di un razzo Aerobee il 1º ottobre 1964, ma anche in questo caso non fu rilevato un flusso significativo di raggi X associato a questa posizione. Cas X-1 fu infine rivelata da un ulteriore lancio di un razzo Aerobee effettuato il 25 aprile 1965 alle coordinate 23h 21m :, +58° 30′ :. Cas X-1 fu identifica con Cas A nel 1968.
Nel 1979 Iosif Šklovskij ipotizzò che al centro di Cas A fosse presente un buco nero. Nel 1999 il telescopio spaziale Chandra individuò una fonte calda puntiforme vicino al centro della nebulosa che è stata identificato come un buco nero o una stella di neutroni.